# Friedrich Noack

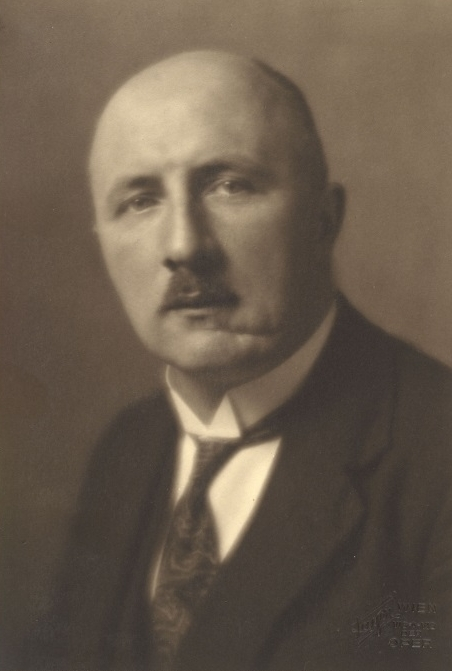
Friedrich Noack

Friedrich Noack (Pseudonym: F. Idus, * 20. April 1858 in Gießen; † 1. Februar 1930 in Freiburg im Breisgau) war ein deutscher Journalist, Schriftsteller und Kulturhistoriker.

## Leben
Noack war der zweite Sohn des Professors und nebenamtlichen Bibliotheksdirektors Heinrich Egidius Ludwig Noack (4. Oktober 1819 bis 15. Juni 1885) und dessen zweiter Ehefrau Karoline Henriette (geborene Otto, 1. Februar 1836 bis 12. Februar 1875). Nach Privatunterricht und dem Abitur am Landgraf-Ludwigs-Gymnasium studierte er ab dem Sommersemester 1876 an der Universität Gießen Geschichte, Deutsch und neuere Sprachen.  Bei Wilhelm Oncken wurde er 1881 mit einer historischen Abhandlung promoviert, die 1878 bereits einen akademischen Preis erhalten hatte. Im Oktober 1888 legte Noack die Prüfung für das Lehrerexamen ab, währenddessen er seit April bereits an seinem alten Gymnasium Anwärter war.
1886 verfasste er eine moderne Version von Sebastian Brants „Narrenschiff“ und gab es mit eigenhändigen Illustrationen heraus. Ab 1887 war er als Chefredakteur in der Schriftleitung der Krefelder Zeitung tätig. Ab 1. Juli 1891 war er als Korrespondent der Kölnischen Zeitung in Rom tätig, wo er bis 1915 blieb.
Für seine Werke über Deutsche in Rom legte er ein umfassendes Notizen-Archiv an. Auf über 18.000 Zetteln enthält es über 11.000 Einträge zu in Rom tätigen Künstlern und deren Auftraggebern, meist in alter Stenografie, System Gabelsberger, aber auch Zeitungsausschnitte und Archivauszüge. Heute wird das Material im Archiv der Bibliotheca Hertziana in Rom aufbewahrt und ist online zugänglich. Basierend auf diesem Material verfasste er auch zahlreiche Artikel für das Allgemeine Lexikon der Bildenden Künstler von der Antike bis zur Gegenwart.
Noack war mit Ida Müller aus Gießen verheiratet. Karl Friedrich Justus Emil Ludwig Noack (* 1856) und Friedrich Franz Georg Maria Noack (* 1861), leitender Arzt am Sanatorium Glotterbad im Schwarzwald, waren seine Brüder.

## Schriften (Auswahl)
- Hardenberg und das Geheime Kabinet Friedrich Wilhelms III. vom Potsdamer Vertrag bis zur Schlacht von Jena. Ricker, Gießen 1881 (Dissertation, Universität Gießen, 1881).
- Des alten Sebastian Brand Neues Narrenschiff. Entdeckt und herausgegeben von Dr. F. Idus. Bagel, Düsseldorf 1886.
- Italienisches Skizzenbuch. 3 Teile in 2 Bänden: I. Leben und Treiben im heutigen Rom; II. Kreuz und quer durch Italien; III. Uebers Meer nach den Inseln und Nachbargestaden. Cotta, Stuttgart 1900.
- Deutsches Leben in Rom 1700 bis 1900. Cotta, Stuttgart 1907.
- Das Deutsche Rom. Frank, Rom 1912.
- Das Deutschtum in Rom seit dem Ausgang des Mittelalters. 2 Bände. Deutsche Verlagsanstalt, Stuttgart 1927. (Digitalisat der Bodleian Libraries: Band 1, PDF, 188,9 MB; Band 2, PDF, 140 MB).